# がぁさん
がぁさんは、日本の漫画家。成人向け漫画を中心に執筆している。一般的とは言いがたい性癖・嗜癖を持つキャラクターが主人公であることが多い。

## 略歴
1990年に『D.I.Y.』でデビュー。その後『コミック花いちもんめ』など株式会社メディアックスの雑誌を中心に活動を行う。
1995年から少年誌に移籍し『月刊少年キャプテン』において1997年まで活動。その後青年誌に移り『ヤングキング増刊OURS』（現『ヤングキングアワーズ』）、『ヤングチャンピオン』、『CANDY TIME』、『ヤングアニマル嵐』等にて執筆を行う。
2008年5月、3年振りとなる作品が『ねこのしっぽ』7月号（日本出版社）から2011年5月号まで連載された。
2012年より同人活動を「がぁ書房」というサークルで再開している。
SFに指向があるようで、一般作品の多くがそうしたジャンルである。

## 単行本の一覧

### 成人指定
- アンソロジー あの娘にハートビート収録「とーとつですがご休憩（ブレイクタイム）!」

フランス書院、コミック文庫7184、1991年2月28日初版。科学愛好会が実験ミスでブラックホールを落っことし、階下にあったオカルト同好会部室をぶち抜いて地球内部に沈降。地球消滅の危機に瀕するが初代会長の遺産「時間を1日巻き戻す装置」を使用して「その日1日は無かったことになる」ということなる。そのことから、普段反目しあっていた両会会長の2人が結ばれるが、「装置の影響圏内の人間は記憶が残ること」を失念していたため、付き合いが変化した。収録作品のネタ「科学愛好会とオカルト同好会」や「愛好会がブラックホールを飼っている」は一般作品「たいむskipラン♪」にも流用されている。
ISBN 978-4-8296-7184-9 (4-8296-7184-X) 18禁、絶版
- シィナのファブリオ♥

メディアックス、MDコミックス22、1993年12月15日初版
ISBN 978-4-89613-222-9 (4-89613-222-X) 本体価格777円、18禁、絶版
- 恋の活造り

メディアックス、MDコミックス42、1994年11月15日初版
ISBN 978-4-89613-242-7 (4-89613-242-4) 18禁、絶版
- なんぎな恋の物語

メディアックス、MDコミックス67、1996年3月15日初版
ISBN 978-4-89613-267-0 (4-89613-267-X) 18禁、絶版
- 愛の妙薬 恋の化学

司書房、TSUKASA-COMICS、1996年11月15日初版
ISBN 978-4-8128-0003-4 (4-8128-0003-X) 18禁、絶版
- 恋愛ぶきっちょ♥

二見書房、Suzuran Comix、2002年3月25日初版。上記の2冊「なんぎな恋の物語」「愛の妙薬 恋の化学」からの抜粋と刊行時に未収録だった作品を掲載。
ISBN 978-4-576-02027-3 (4-576-02027-7) 18禁、絶版

### 一般
- Look at ME!!

徳間書店、少年キャプテンコミックススペシャル、1996年2月15日初版
ISBN 978-4-19-830117-0 (4-19-830117-4) 絶版
- のぞみちゃんホットライン

徳間書店、少年キャプテンコミックススペシャル、1996年9月30日初版
ISBN 978-4-19-830143-9 (4-19-830143-3) 絶版
- たいむskipラン♪

徳間書店、少年キャプテンコミックススペシャル、1997年10月1日初版
ISBN 978-4-19-830173-6 (4-19-830173-5) 絶版
- 未開封なカノジョたち

少年画報社、ヤングキングコミックス849、1998年8月1日初版
ISBN 978-4-7859-1849-1 (4-7859-1849-7) 絶版
- だいらんど

大都社、Hard comics、1999年10月8日初版
ISBN 978-4-88653-629-7 (4-88653-629-8) 絶版
- 背後霊24時!

秋田書店、ヤングチャンピオンコミックス
1. 第1巻、2000年10月30日初版、ISBN 978-4-253-14673-9 (4-253-14673-2) 本体価格514円 絶版
2. 第2巻、2001年6月25日初版、ISBN 978-4-253-14674-6 (4-253-14674-0) 本体価格514円 絶版
3. 第3巻、2001年11月20日初版、ISBN 978-4-253-14675-3 (4-253-14675-9) 本体価格514円 絶版

- ハニハニハッ! -サテライトNOAH漂流記-

少年画報社、ヤングキングコミックス387、2004年3月25日初版
ISBN 978-4-7859-2387-7 (4-7859-2387-3) 絶版
※ISBNコードは2007年1月1日よりの新規格を表示。（）内はそれ以前の旧規格での表示。
※Mac版Firefoxでは表示されないが、タイトルの♥はハートマークである。

## 日本国外版単行本一覧
- Look at ME!!

巨人文化事業：台湾、1996年4月1日初版、18禁相当
- 心有靈犀

巨人文化事業：台湾、1998年4月20日初版、18禁相当
※のぞみちゃんホットライン
- 背後靈24時!(1)

長鴻出版社：台湾、2002年8月初版
- 背後靈24時!(2)

長鴻出版社：台湾、2002年9月初版
- 背後靈24時!(3)

長鴻出版社：台湾、2002年11月初版
- 蠻荒勁楽園 ～諾亞衛星漂流記～(1)

Tong Li：香港、2005年11月8日初版
※ハニハニハッ! ～サテライトNOAH漂流記～

## 単行本未収録作品一覧
- D.I.Y.

1990年、コミックコッペパンVol.7
- あのオペをもう一度!

1991年、コミック花いちもんめNo.3
- 五月ヶ原の魔女たち 前編

1993年、コミック花いちもんめ5月号
- 五月ヶ原の魔女たち 中編

1993年、コミック花いちもんめ6月号
- 五月ヶ原の魔女たち 中編その２

1993年、コミック花いちもんめ7月号
- 五月ヶ原の魔女たち 後編

1993年、コミック花いちもんめ8月号
- 五月ヶ原で見る夢は

1993年、コミック花いちもんめ9月号
- 五月ヶ原の百合の園&hearts

1993年、コミック花いちもんめ10月号
- 五月ヶ原の冬樹くん 前編

1993年、コミック花いちもんめ11月号
- 五月ヶ原は一回休み

1993年、コミック花いちもんめ12月号
- 五月ヶ原の冬樹くん 後編

1994年、コミック花いちもんめ1月号
- Spermatozoa（※2）

1997年、ヤングキングOUR's No.27
- ジャン王子のパンプキンパイ!（※2）

1997年、コミックゲーメスト6月号
- 夢路（※2）

1998年、ヤングキングOUR's No.39
- 香水 Perfume（※2）

1999年、ヤングキングOUR's 11月号
- ジャン王子の新婚初夜!（※2）

2001年、ヤングチャンピオンこんちわ!
- DEAD－COPY（※1）

2002年、ヤングキングOUR's LITE 4月〜7月号
- ゾンビのシェリー

2002年、チャンピオンRED増刊号。雑誌に掲載された第1話を含めて、同人誌として続きが刊行されている。
- FUTURE DREAM

2004年、CANDY TIME 4月〜6月号
- こねこセンセイの飼い方（※2）

2005年、ヤングアニマル嵐No.6
- うちの猫’ず日記（※1）

2008年、ねこのしっぽ 2008年7月号〜2011年5月号
※1：マンガ図書館Zで公開
※2：マンガ図書館Zで『がぁさん単行本未収録作品集』（電子書籍オリジナル短編集）として公開

## 関連人物
- 竹本泉 - 絵が似ているとよく話題になり、がぁさんが竹本泉のパロディ同人誌を出した事もある。この為「竹本泉のアシスタントをやっていたのでは?」と噂された事もあるが、経歴上・仕事上の関係は全く無い。
- くら☆りっさ - 知人作家。出会いのきっかけは「どちらも竹本泉のファンだから」。
- 麻生俊平 - かつての同人誌仲間であり、現在も親交が深い。お互いの作品に助言等をしている。小説『無理は承知で私立探偵』では、がぁさんが似顔絵を描いた。